# Gogolice (Wolin)
Gogolice [ɡɔɡɔˈlit͡sɛ] (deutsch Gaulitz) ist ein Dorf in der Gmina Wolin in der polnischen Woiwodschaft Westpommern. Es liegt drei Kilometer südlich von Wolin (Wollin), 21 Kilometer südwestlich von Kamień Pomorski (Cammin) und 45 Kilometer nördlich von Stettin. 
Bis 1945 bildete Gaulitz eine Gemeinde im Landkreis Cammin i. Pom. in der preußischen Provinz Pommern. Zur Gemeinde gehörten keine weiteren Wohnplätze.